# 渡貫博孝
渡貫 博孝（わたぬき ひろたか、1933年（昭和8年）3月28日 - ）は、日本の元政治家。元千葉県佐倉市長。千葉県千葉市稲毛区出身。

## 略歴
- 千葉県立佐倉第一高等学校（現・千葉県立佐倉高等学校）卒業
- 1956年、千葉大学教育学部を卒業し、佐倉市の中学校に教諭として奉職。小学校長、中学校長を経て、1988年より佐倉市教育委員会教育長。
- 第5代佐倉市長として1995年4月15日から2007年4月26日までの3期12年間を務めた。後任市長は、蕨和雄。